# Nicholas Winton
Nicholas George Winton (ur. 19 maja 1909 w Londynie, zm. 1 lipca 2015 w Slough) – Brytyjczyk, w roku 1939 zorganizował transport 669 żydowskich dzieci z okupowanych przez Niemców Czech do Wielkiej Brytanii. Winton znalazł domy dla dzieci. Operację, w której wziął udział, określa się mianem czeskiego kindertransportu. Prasa w Wielkiej Brytanii określiła go mianem „brytyjskiego Schindlera”. Udział Wintona w ratowaniu Żydów pozostawał nieznany nawet dla najbliższych aż do roku 1988, kiedy jego żona odnalazła na strychu zapiski i dokumenty z tamtego okresu.

## Młodość
Winton pochodził z żydowskiej rodziny. Jego rodzice przeszli jednak na chrześcijaństwo, a sam Winton został ochrzczony. Z powodu pochodzenia nie został nigdy odznaczony medalem Sprawiedliwy wśród Narodów Świata. W 1938 roku był maklerem giełdowym w Wielkiej Brytanii. Zamiast zaplanowanych wczasów na nartach w Szwajcarii odwiedził swojego przyjaciela w Czechach. Tam zetknął się z obozami dla uchodźców z terenów Sudetów oraz z Rzeszy i tam narodził się pomysł, aby ratować żydowskie dzieci, znajdując im rodziny zastępcze w Wielkiej Brytanii.

## Wyróżnienia i odznaczenia

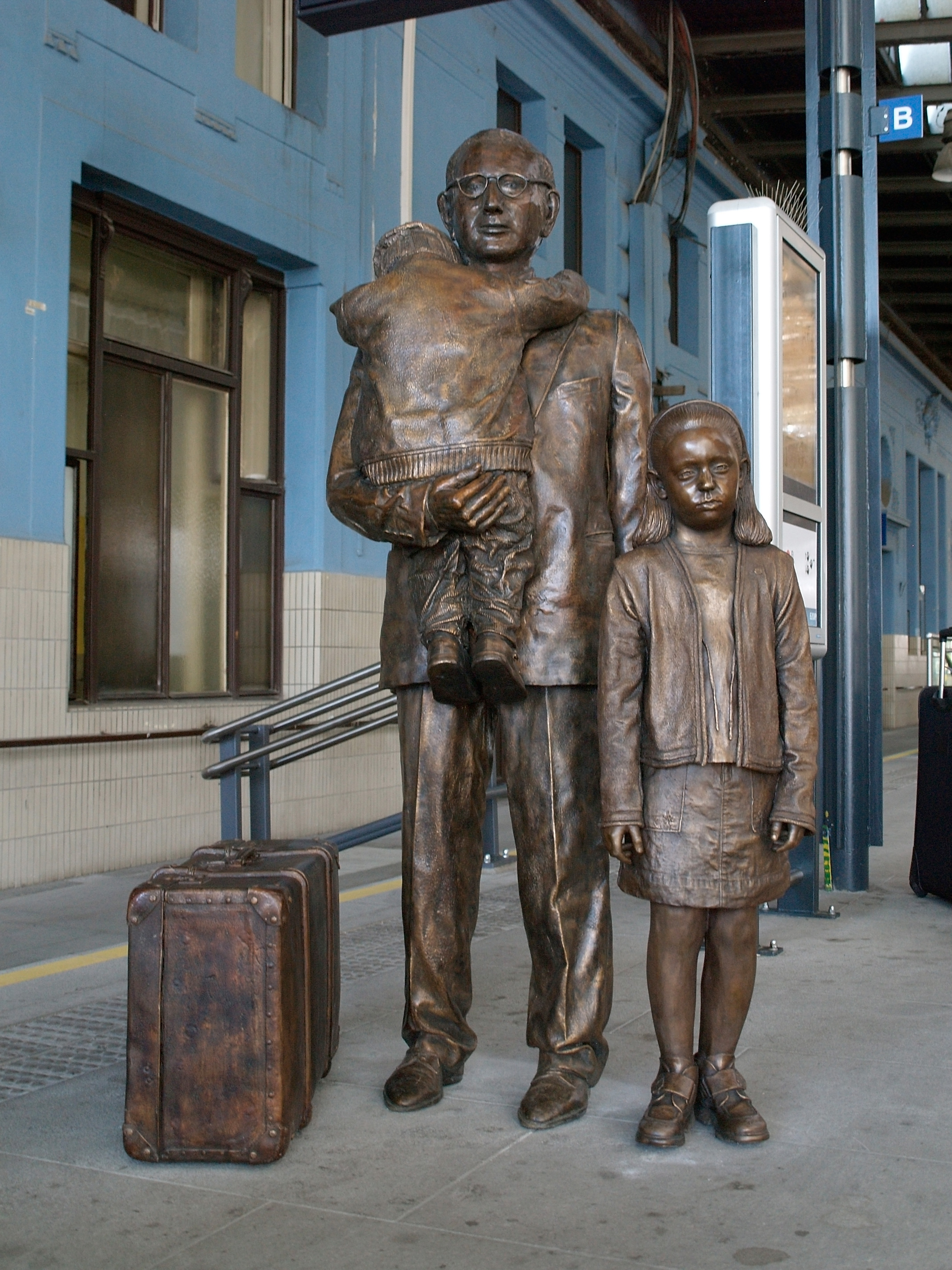
Pomnik poświęcony Nicholasowi Wintonowi na głównym dworcu kolejowym w Pradze

- Pomnik poświęcony Nicholasowi Wintonowi na głównym dworcu kolejowym w PradzeW 1983 roku otrzymał Order Imperium Brytyjskiego za pracę na rzecz Abbeyfield – organizacji charytatywnej pomagającej osobom w podeszłym wieku.
- W 1998 roku małżeństwo czeskich astronomów Jana Tichá i Miloš Tichý nazwało jego imieniem planetoidę z grupy pasa głównego asteroid – (19384) Winton[5].
- W 1998 roku za swoją działalność w latach trzydziestych otrzymał od prezydenta Czech Vaclava Havla Order Tomasza Garrigue Masaryka IV klasy.
- W 2002 roku Elżbieta II nadała mu tytuł szlachecki[6].
- W 2003 roku Winton otrzymał Pride of Britain Award za dokonania całego życia[7].
- W 2008 roku szkoła podstawowa w Czechach w miejscowości Kunžak została nazwana jego imieniem[8].
- W 2008 roku czeski rząd zgłosił kandydaturę Wintona do Pokojowej Nagrody Nobla[9].
- W 2010 roku Winton został mianowany przez rząd w Wielkiej Brytanii Brytyjskim Bohaterem Holokaustu[10].
- W 2014 roku Winton otrzymał najwyższe odznaczenie Republiki Czeskiej – Order Lwa Białego I Klasy.

## Setne urodziny
W setną rocznicę urodzin – w 2009 roku – sir Nicholas Winton odbył lot samolotem ultralekkim nad lotniskiem White Waltham. Samolot był pilotowany przez Judy Leden, córkę jednego z chłopców uratowanych podczas Kindertransportu.

## Pociąg Wintona

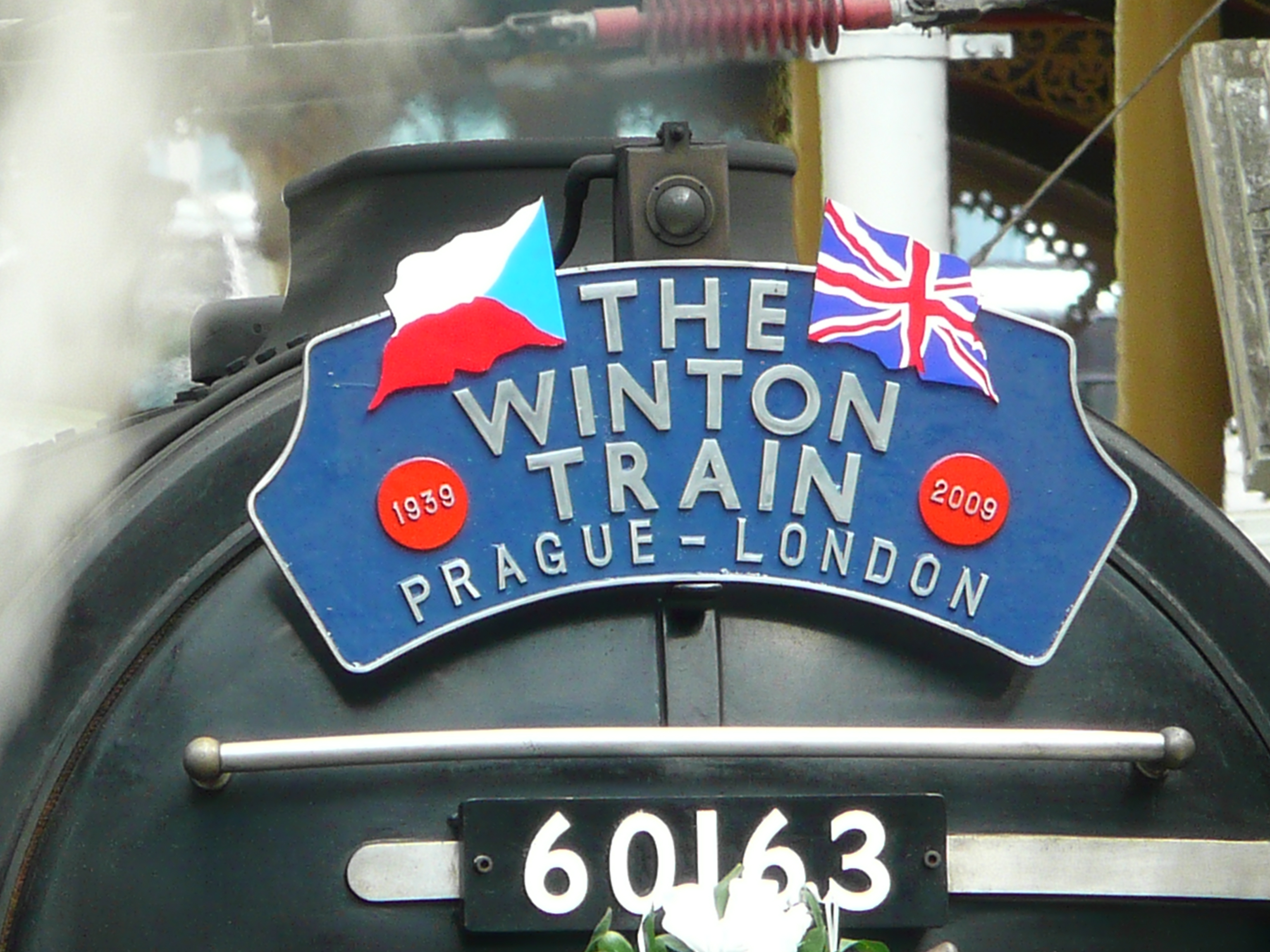
Pociąg Wintona

W dniu 1 września 2009 roku, specjalny „pociąg Wintona” wyruszył z głównego dworca kolejowego w Pradze. Pociąg składający się z lokomotywy i oryginalnych wagonów używanych w 1930 roku udał się do Anglii wzdłuż trasy Kindertransportu. W pociągu jechało 190 osób, z których 22 w przeszłości jako dzieci zostały uratowane przez Wintona. Wszyscy zostali odebrani przez Wintona na stacji w Maidenhead. Podróż odbyła się z okazji 70. rocznicy ostatniego Kindertransportu, który miał wyruszyć w dniu 3 września 1939 r., ale nigdy nie wyruszył z powodu wybuchu II wojny światowej. Wydarzenie to zostało upamiętnione posągiem Wintona odsłoniętym na stacji kolejowej Maidenhead.

## Kultura masowa
Na podstawie czeskiego epizodu życia Wintona zostały nakręcone cztery filmy:
- Wszyscy moi bliscy (Vsichni moji blízcí) (1999), w którym rolę Nicholasa Wintona odgrywał Rupert Graves[13]
- Nicholas Winton – siła człowieczeństwa (Síla lidskosti – Nicholas Winton) (2002). Film zdobył nagrodę Emmy dla najlepszego filmu dokumentalnego w 2002 r.[14]
- Nickyho rodina (2011)[15]
- Jedno Życie(inne języki) (One Life) (2023), w którym rolę Nicholasa Wintona odgrywał Anthony Hopkins[16]

O Wintonie traktuje również sztuka teatralna Numbers from Prague, która była odgrywana w Cambridge w Anglii w styczniu 2011 roku.